# Renda per capita

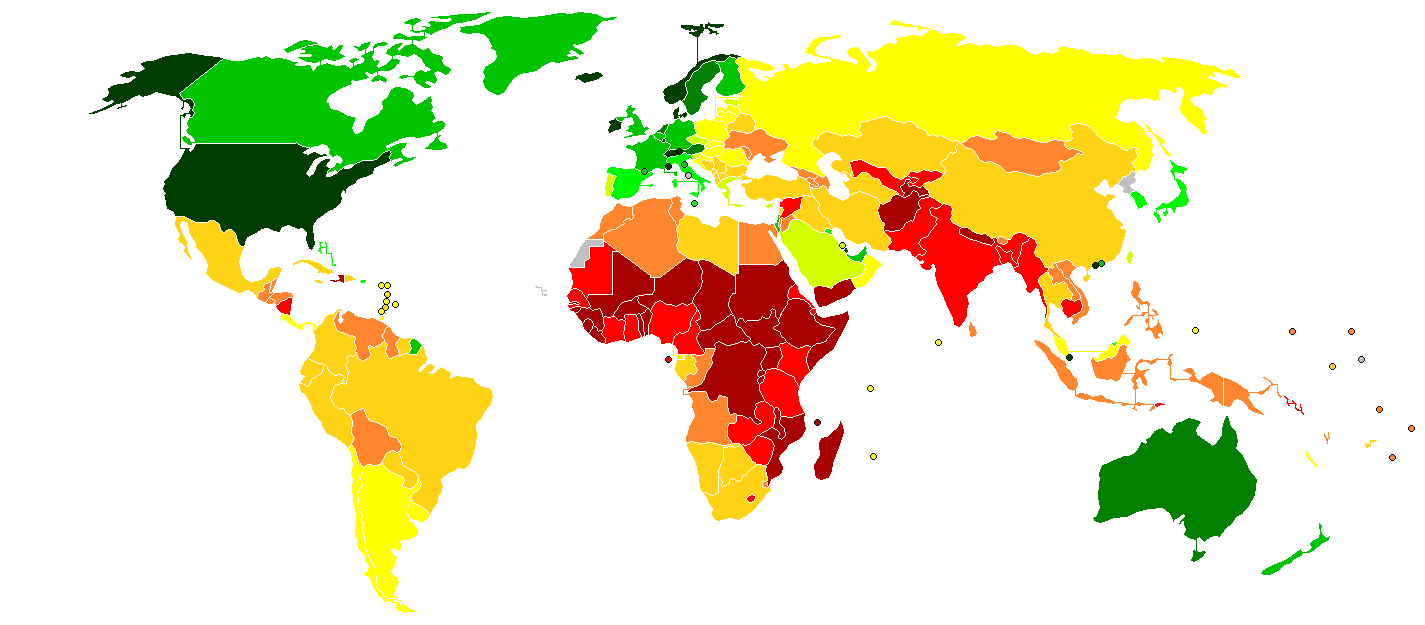
Mapa de països per PIB per capita 2018 (nominal), segons estimacions de l'FMI (abril de 2018)

La renda per capita, PIB per capita o ingrés per capita, és la relació que hi ha entre el producte interior brut (PIB) d'un país i la seva quantitat d'habitants. Per aconseguir-ho, cal dividir el PIB d'un país entre la població d'aquest. El terme «per capita» (sense accent) és un llatinisme directament adoptat en català.

## Renda com a indicador de benestar
És un indicador habitualment usat per estimar la riquesa econòmica d'un país. Nombroses evidències mostren que la renda per capita té una correlació positiva amb la qualitat de vida dels habitants d'un país. Això és especialment cert quan la renda no supera un llindar, però, per a països de major correlació entre qualitat de vida i renda per capita es va perdent.

## Crítiques a l'ús com a indicador
Hi ha diversos indicadors alternatius com a mesura del benestar social o de la qualitat de vida dels habitants d'un país. Algunes crítiques al PIB per capita són:
1. Ignora les desigualtats de la renda. Així, en dividir el total del PIB entre el seu nombre d'habitants, el que es fa és atribuir el mateix nivell de renda a tots, ignorant les diferències econòmiques entre els habitants. Per mesurar aproximadament la uniformitat de la distribució de la renda entre tots els individus d'un país determinat hi ha indicadors econòmics alternatius com el coeficient de Gini o l'índex d'Atkinson.
2. No comptabilitza externalitats negatives. Quan els recursos naturals d'un país disminueixen, o es consumeixen excessivament ràpid o es produeix contaminació, apareixen factors que fan disminuir el benestar social d'un país, que no estan comptabilitzats dins del PIB.
3. No tota la producció incrementa el benestar material. Cert tipus de despeses comptabilitzades del PIB no tenen per objecte ser consumits o augmentar les possibilitats de producció, sinó que només tenen per objecte protegir d'externalitats negatives. Tal és el cas de les despeses militars o en seguretat.

Hi ha mesures alternatives a la renda nacional que comptabilitzen d'alguna manera els factors englobats en les crítiques 2 i 3; aquests indicadors són: l'índex de benestar econòmic sostenible (IBES) i l'índex de progrés real (IPR), també conegut com a índex de progrés genuí (IPG).

### Crítica de Kuznets
El primer crític en va ser el mateix Simon Kuznets (1901-1985), creador del sistema nord-americà unificat de comptabilitat nacional, i inventor del PIB (Producte interior brut). Kuznets va ser molt crític amb la pretensió de mesurar el benestar exclusivament sobre la base de l'ingrés per capita derivat del PIB. En un discurs davant el congrés nord-americà el 1934 advertia que:
| «                     | És molt difícil deduir el benestar d'una nació a partir de la renda nacional ("per capita"). | » |
| — Simon Kuznets, 1934 |                                                                                              |   |

No obstant això, les seves advertències van ser ignorades i tant economistes com polítics van continuar equiparant prosperitat i creixement del PIB per capita. Així, anys més tard, en la seva declaració davant el congrés va ampliar les seves crítiques quan va declarar:
| «                     | Cal tenir en compte les diferències entre quantitat i qualitat del creixement, entre els seus costos i els seus beneficis i entre el termini curt i el llarg. […] Els objectius de "més" creixement haurien d'especificar de què i per què. | » |
| — Simon Kuznets, 1962 | |   |

## Índexs més apropiats per a mesurar el benestar
Hi ha índexs o mesures alternatives de la renda nacional que comptabilitzen d'alguna manera els factors no englobats en el PIB i en la renda per capita.

### Índexs per a mesurar la distribució de la renda
Com s'ha indicat, per a mesurar aproximadament la distribució uniforme de la renda entre tots els individus d'un país determinat, hi ha alguns indicadors econòmics alternatius, com són:
- Coeficient de Gini
- Índex d'Atkinson

### Índexs per a mesurar el benestar
Alguns dels indicadors més idonis per a mesurar el benestar social d'un país són:
- Índex de benestar econòmic sostenible -(IBES) (basat en les idees presentades per W. Nordhaus i James Tobin en el Measure of Economic Welfare, el terme va ser encunyat el 1989 per Herman Daly i John Cobb).
- Índex de progrés real -IPR o índex de progrés genuí- MAG, aquest índex és com l'IBES, però amb més variables.[9]
- Índex de desenvolupament humà -(IDH) (Nacions Unides).
- Índex Forham de salut social -(IFSS). Mesura 16 indicadors, inclosa la taxa de mortalitat, l'abús i la pobresa infantil, el suïcidi, el consum de drogues, abandonament escolar, guanys mitjans, atur, cobertura sanitària, pobresa en ancians, homicidis, habitatge i desigualtat social.[10][8][11]
- Índex de benestar econòmic -IBE. Considera l'índex d'estalvi de les famílies i l'acumulació de capital tangible, com el valor de l'habitatge, que mesura la sensació de seguretat futura.[8][12]

## Índexs de desenvolupament humà i pobresa
A més de l'índex de desenvolupament humà (IDH), directe, que entre els seus paràmetres té la renda per capita, n'hi ha d'altres, indirectes, que són aquells que indiquen el grau de pobresa, subdesenvolupament o privació.
- Índexs de pobresa o indicadors de pobresa:
  - Índex de pobresa multidimensional (IPM o MPI -Multidimensional Poverty Index-), des de 2010 suplanta els índexs de pobresa humana (IPH i IPH-1/IPH-2).[13]
  - Índex de pobresa humana per països en desenvolupament (IPH-1), elaborat a partir de 1998.
  - Índex de pobresa humana per països de l'OCDE seleccionats (IPH-2), elaborat a partir de 1998.
- Índex de desenvolupament humà relatiu al gènere (IDG), elaborat a partir de 1996.
- Mesura d'apoderament de gènere (MAG), elaborat a partir de 1996.
- Índex de privació material o Indicador de privació material -aplicat a Gran Bretanya el 2010, que inclou el càlcul de pobresa en l'ingrés i el càlcul de la privació material, i millora el proposat càlcul complementari de pobresa (SPM) dels Estats Units per a 2011.[14]